# Dignathodontidae
Dignathodontidae é uma família de centopeia pertencentes à ordem Geophilomorpha.
Géneros:
- Agnathodon Folkmanová & Dobroruka, 1960
- Dignathodon Meinert, 1870
- Henia Koch, 1847
- Pagotaenia Chamberlin, 1915
- Zygophilus Chamberlin, 1952